# Феринген (Виртемберг)
Феринген (њем. Vöhringen) општина је у њемачкој савезној држави Баден-Виртемберг. Једно је од 21 општинског средишта округа Ротвајл. Према процјени из 2010. у општини је живјело 4.183 становника. Посједује регионалну шифру (AGS) 8325061.

## Географски и демографски подаци
Феринген се налази у савезној држави Баден-Виртемберг у округу Ротвајл. Општина се налази на надморској висини од 506 метара. Површина општине износи 24,7 km². У самом мјесту је, према процјени из 2010. године, живјело 4.183 становника. Просјечна густина становништва износи 169 становника/km².